# Wegelnburg
Die Wegelnburg ist die Ruine einer mittelalterlichen Burg im südlichen Pfälzerwald, dem deutschen Teil des Wasgaus, im Landkreis Südwestpfalz (Rheinland-Pfalz). Die Burganlage liegt 570,9 m hoch und ist damit die höchstgelegene der Pfalz. Die in der Literatur mitunter verwendete Bezeichnung Wegelenburg lässt sich nur mit einer Urkunde des Pfalzgrafen Ruprecht I. von 1402 belegen.

## Geographische Lage
Die Felsenburg liegt in Sichtweite von Nothweiler auf 570,9 m Höhe auf dem Nordgipfel des Schlossberges direkt an der deutsch-französischen Grenze. Auf der benachbarten Erhebung liegen die Hohenburg und der Löwenstein. Die Ruine der Burg Fleckenstein liegt nur unwesentlich weiter entfernt.

## Geschichte

### Name
Zur Namensherkunft gibt es zwei Thesen: Die erste vermutet als Erbauer oder Namensgeber der Burg einen fränkischen Adligen namens Wegilo oder Wagilo. Die zweite postuliert, das Wort „wegeln“ besitze im Pfälzischen die Bedeutung „etwas hin und her bewegen“, und stellt den Zusammenhang zur Erzgewinnung im näheren Umfeld der Wegelnburg (St.-Anna-Stollen) her.

### Chronik
Die Wegelnburg wurde im Jahr 1247 erstmals erwähnt. Konrad IV. vergab an Friedrich III. von Leiningen das Lehen, das vorher ein B. de Waeglenburc besessen hatte. 1282 wurde die Burg, weil sich der kaiserliche Vogt des Landfriedensbruchs schuldig gemacht habe, durch Truppen des Hochstifts Straßburg unter Führung des elsässischen Landvogts Otto IV. eingenommen. Umstritten ist, ob die Burg dabei zerstört wurde; eine Zerstörung lässt sich nur durch zeitferne Quellen aus dem 14., 16. und 18. Jahrhundert belegen. Ein Zusammenhang mit der Revindikationspolitik Rudolfs von Habsburg wird vermutet, da die Herren von Fleckenstein 1282 den Löwenstein und 1283 die Guttenburg an Rudolf abtreten mussten.
Im Besitz des Reiches und verwaltet durch Reichsdienstmannen, wurde die Wegelnburg ausgebaut und 1322 von Ludwig von Bayern „zur Pflege durch Hagenau“ bestimmt. 1330 wurde die Burg an das Haus Kurpfalz verpfändet und nicht mehr ausgelöst. 1417 kam die Wegelnburg mit ihrem Amt als Tauschobjekt in den Besitz der wittelsbachischen Herzöge von Pfalz-Zweibrücken. Nach letzten Ausbesserungen und Erweiterungen im 16. und 17. Jahrhundert wurde die durch eine aufgestockte Besatzung gehaltene Burg während des Dreißigjährigen Krieges von kaiserlichen Söldnern eingenommen und beschädigt. Vermutlich war die Anlage bereits ruinös, als sie im Jahre 1679 durch französische Truppen aufgrund der Bestimmungen des Friedens von Nimwegen zerstört und geschleift wurde.
In den 1860er Jahren bildete sich eine Gesellschaft zur Verschönerung der Wegelnburg, die erste Sicherungs- und Erhaltungsmaßnahmen vornahm. 1977 sollten die Reste der Burg zur Renovierung der Dahner Burgengruppe genutzt werden, wovon man aber nach Protesten der ehemals zum Amt Wegelnburg gehörenden Gemeinden absah. Bei folgenden Renovierungsarbeiten in den Jahren von 1979 bis 1982 wurden große Mengen Schutt entfernt und der Versuch einer Sanierung unternommen. Dabei kam es teilweise zu unhistorischen, den Bestand verfälschenden Aufmauerungen.

## Beschreibung

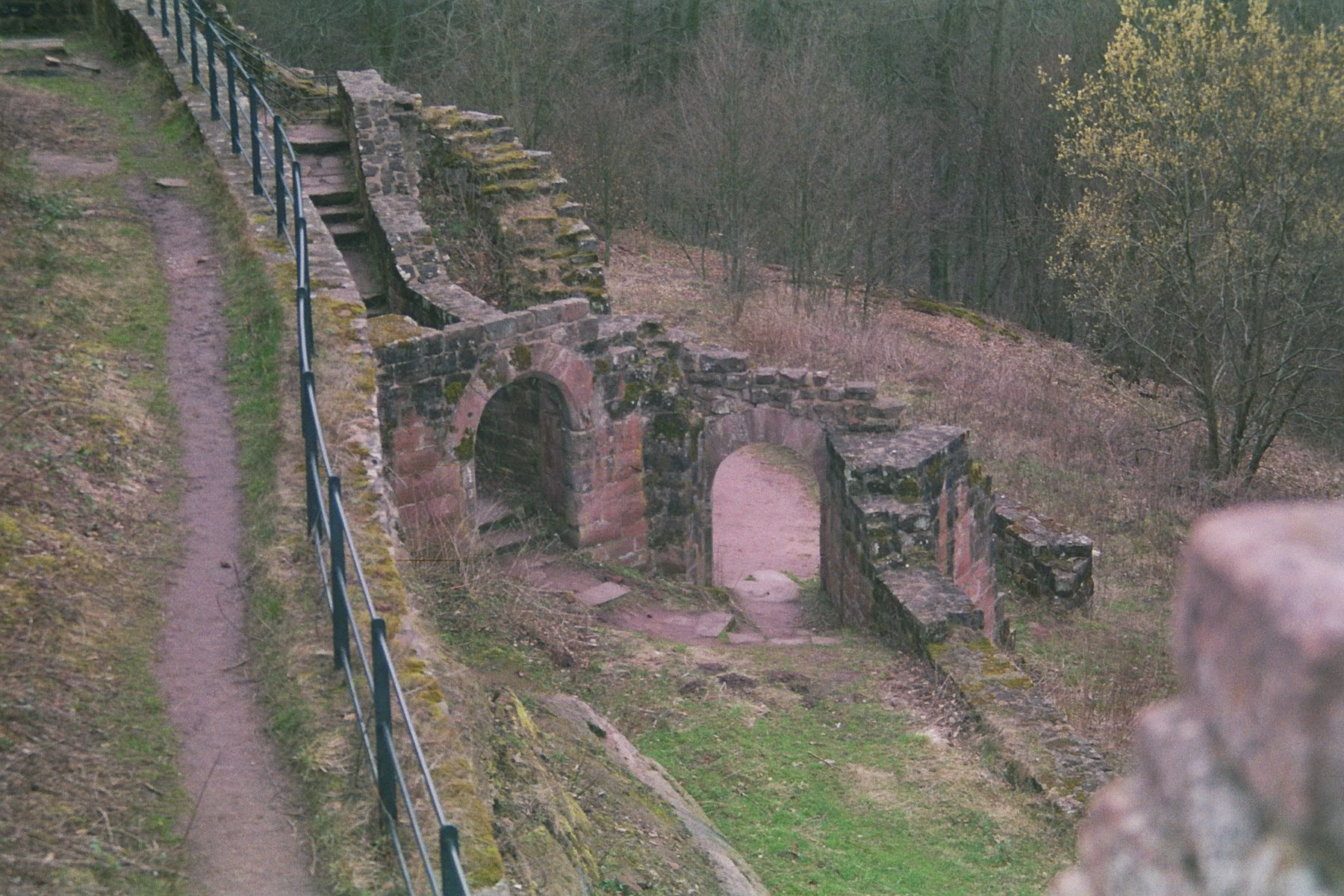
Eingang: 1. Tor rechts, 2. Tor links, dahinter ein kleiner Graben

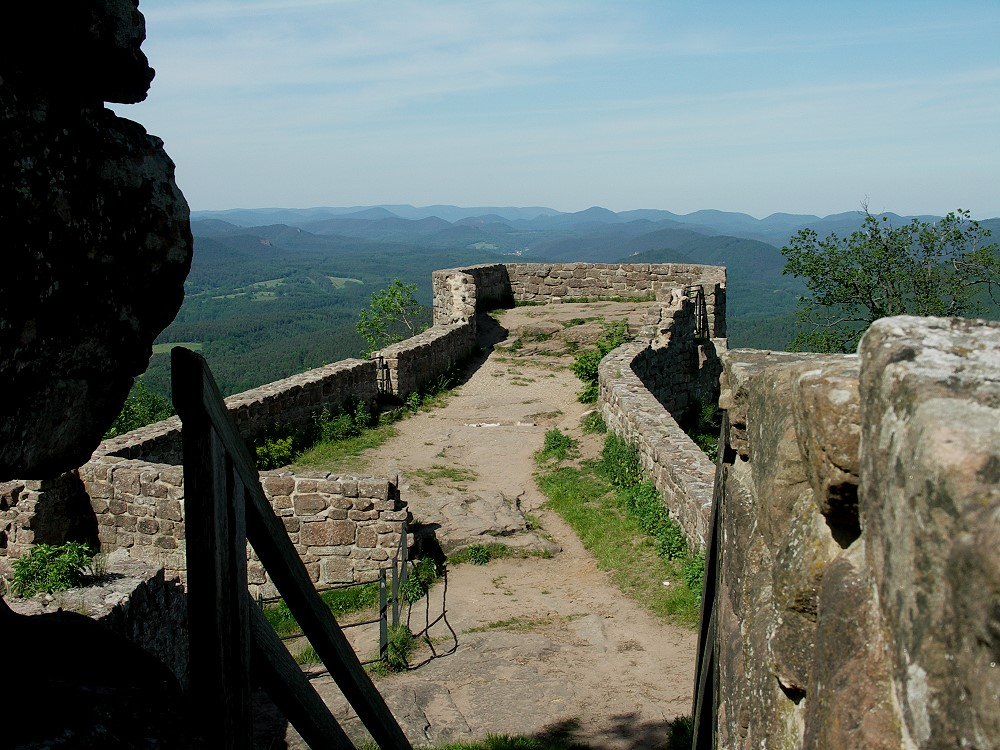
Mittlere Burgebene

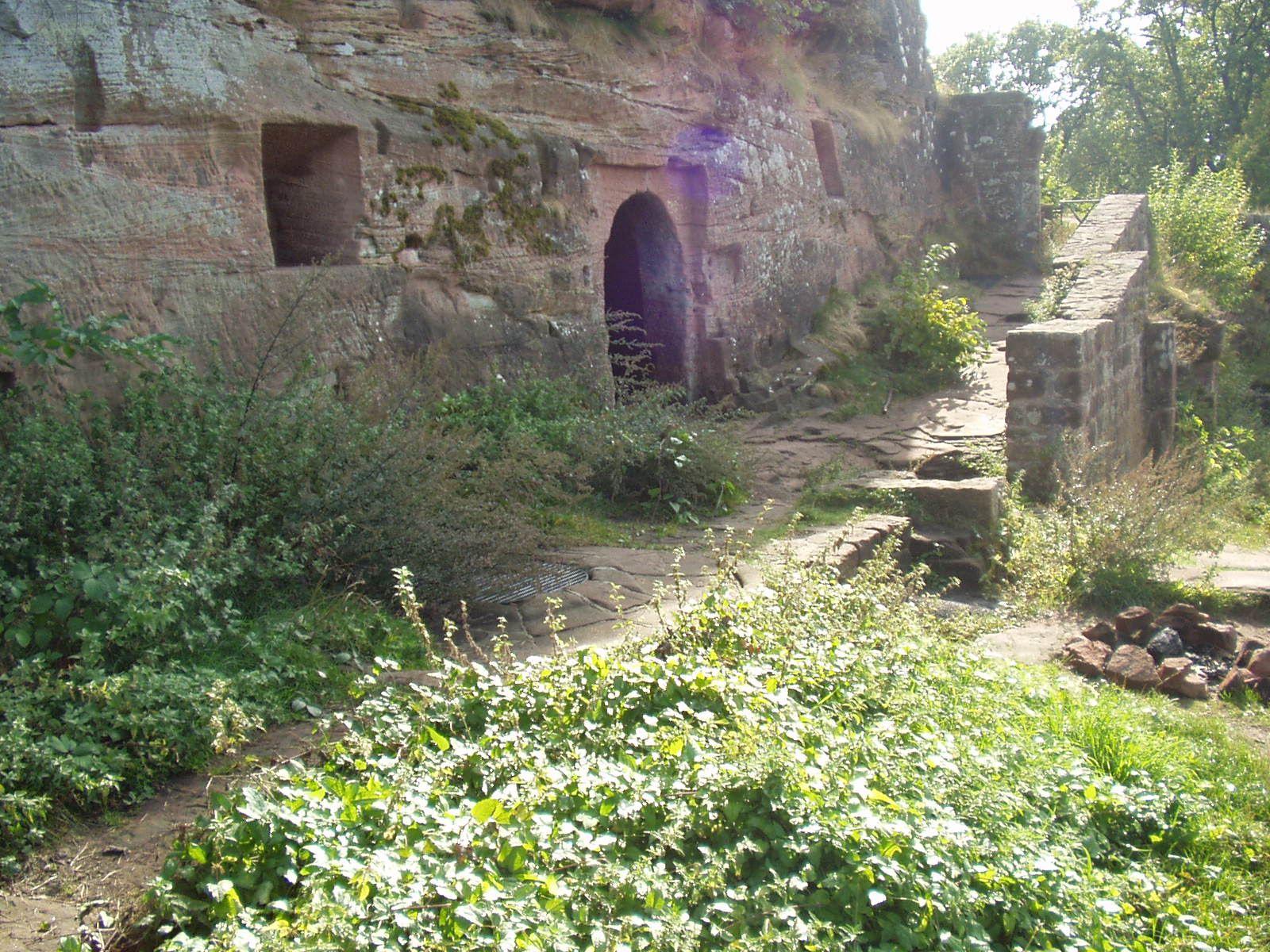
Eingang zu großer Felsenkammer

### Allgemeines
Die Oberburg ist etwa 90 × 8 m groß und fand  auf dem von ihr eingenommenen Bergrücken fast ideale Bedingungen für die Errichtung einer Burg vor. Es besteht Sichtverbindung zu den nahegelegenen Burgen Hohenburg und Löwenstein, darüber hinaus zur Dahner Burgengruppe, zu Lindelbrunn und Berwartstein sowie zur Reichsburg Trifels.
Die heute als Hauptburg angesehenen Überreste der Baulichkeiten wurden auf einem von Nordost nach Südwest ausgerichteten schmalen Felsriff mit etwa 90 m Länge und 5 bis 19 m Breite als typische Felsenburg gebaut. Die räumliche Enge ist mit der Schmalheit des Aufsatzfelsens zu begründen. Der bebaute Bergrücken zwischen Wachtfelsen, Krötenstuhl und Hauptburg bot bessere Möglichkeiten. Aktuelle Untersuchungen deuten darauf hin, dass es sich bei Wegelnburg, Wachtfelsen und Krötenstuhl um eine Gesamtbebauung des Bergrückens handelte und nicht um getrennte Anlagen.

### Hauptanlage
Eine in den Fels gehauene Ebene – hier befand sich auch der Haupteingang – trennt optisch das Felsriff, auf dem die Hauptburg gebaut ist, vom restlichen Teil des Bergrückens mit der weiteren Bebauung. Auf den Berg führen ein Zufahrtsweg, der von Südwesten kommt, sowie ein schmaler Wanderpfad von Nordwesten.
Die Wasserversorgungssituation der Wegelnburg lässt darauf schließen, dass es sich um eine sehr gut ausgebaute Burg handelte. Die erste Wasserversorgungsstelle ist im vorderen mittleren Bereich des Felsmassivs zu finden. Ob es sich um einen Brunnen oder eine Zisterne handelt, ist auf den ersten Blick nicht zu erkennen. Der Brunnenschacht hat heute eine Öffnung von etwa 2,15 m. Bis zu einer Tiefe von etwa 8,50 m ist er frei, darunter mit Bauschutt verfüllt. Die gemauerte Wandstärke beträgt 60 cm, danach ist die Öffnung fortlaufend mit einer Breite von 2,15 m in den Fels gemeißelt. Auf fast gleicher Höhe ist im Bereich einer Felskammer eine weitere Wasserversorgungseinrichtung zu finden. Auch hier sieht man einen runden, in etwa 4,00 m Tiefe verschütteten Schacht, allerdings nur mit einem Durchmesser von 90 cm. Dieser Schacht führt, soweit man ihn verfolgen kann, gleich eng in die Tiefe und ist aus dem gewachsenen Fels gemeißelt.
Die Burg ist in drei Zonen als Unter-, Mittel- und Oberburg gegliedert, mit der Unterburg nur auf der Westseite. Erhalten und restauriert ist der innere Torbau. Felsentreppen ermöglichen den Zugang zur Oberburg. Erhalten sind aus dem Fels gearbeitete 
Durchgänge und ein Felsenkeller.

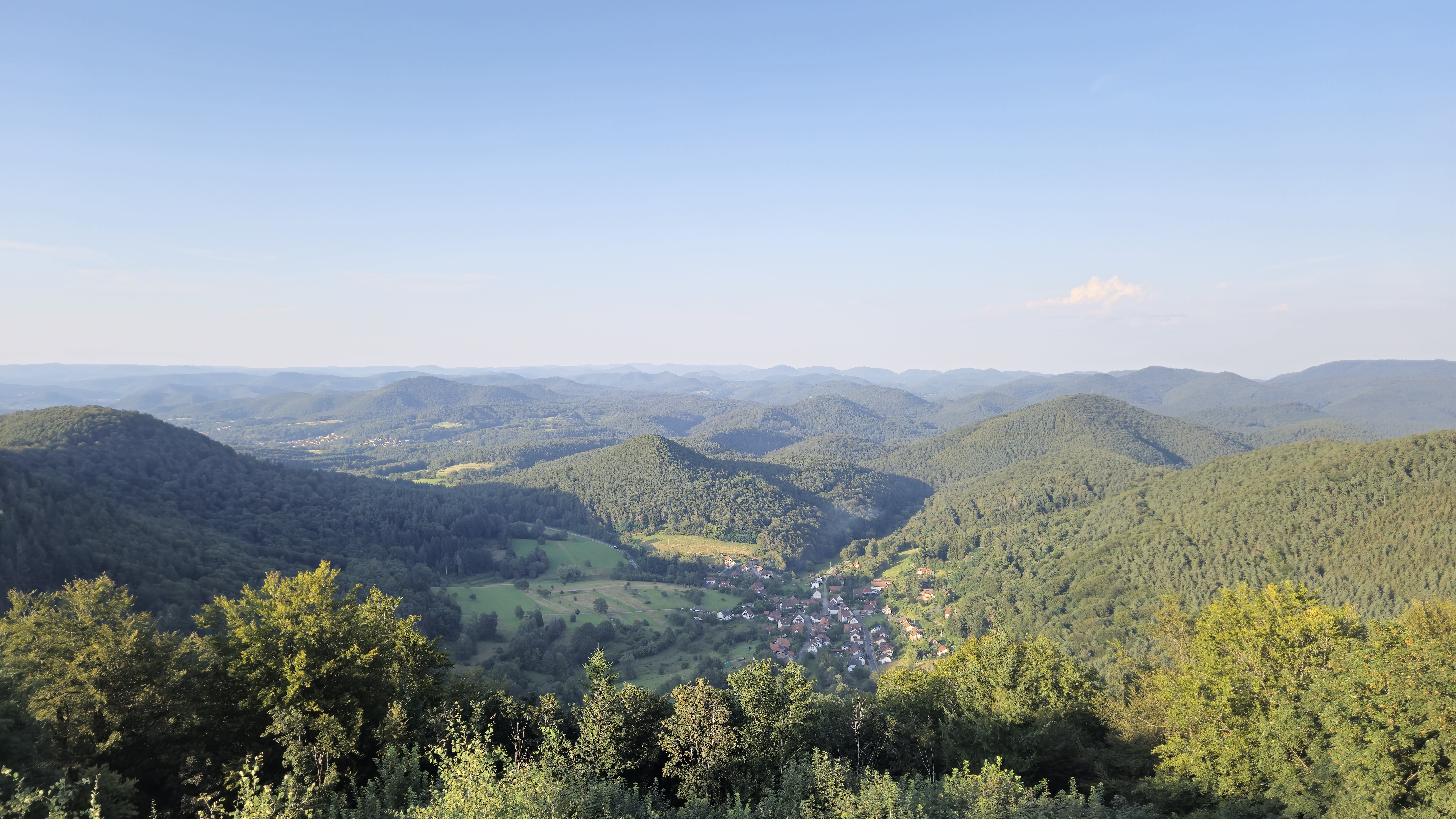
Blick über Nothweiler nach Norden

Die Aufmauerungen auf der Burg entsprechen nicht dem ursprünglichen Aussehen. Es sind nur wenige steinerne Reste von Wohnbauten erhalten, so dass das Aussehen der Burg nur schwer rekonstruiert werden kann.